# Onawa (Iowa)
Onawa város az USA Iowa államában. Lakosainak száma 2906 fő (2020. április 1.).

## Népesség
A település népességének változása:
| Lakosok száma | 3091 | 2998 | 2906 |
|               | 2000 | 2010 | 2020 |